# Guanteria Alonso
La Guanteria Alonso és una botiga situada al carrer de Santa Anna, 27 de Barcelona, catalogat com a establiment de gran interès (categoria E1).

## Història
Els fundadors de la botiga van ser les germanes Mañós Barrera l'any 1905. S'hi venien guants, perfums i objectes de tocador. L'any 1973 la família Alonso comprà el negoci.

## Descripció
L'establiment disposa de dues obertures al carrer; en el portal de l'esquerra es troba l'entrada a la botiga amb la porta centrada i dues vitrines laterals, mentre que el de la dreta és un aparador. El moble exterior de fusta s'aixeca sobre un sòcol de marbre negre. Els tres muntants disposen de vitrines de fusta. Tot el treball decoratiu de la fusta és d'estètica modernista amb línies corbes i motius florals. Culminen les obertures dos calaixos de fusta amb vidre negre i lletres daurades.
Gran part del mobiliari interior és original i segueix l'estil decoratiu de l'exterior. Destaca l'armari de la guanteria.